# Attila Bartis
Attila Bartis [ˈɒtilːɒ ˈbɒrtiʃ] (n. 22 ianuarie 1968, Târgu Mureș, România) este un scriitor și fotograf maghiar.
Bartis s-a născut în 1968 la Târgu Mureș, iar în 1984 s-a mutat cu familia sa la Budapesta. În 1997 primește premiul Tibor-Déry, iar în 2002 premiul Márai.

## Opere
- A séta. Roman. Magvető, Budapesta 1995
- A kéklő pára. Povestiri, Magvető, Budapesta 1998
- A nyugalom. Roman, Magvető, Budapesta 2001
- A Lázár Apokrifek. Povestiri, Magvető, Budapesta 2005

## Volume publicate în limba română
- Tihna. Editura Paralela 45, Pitești, 2006, ISBN 973-697-677-7
- Plimbarea. Editura Polirom, Iași, 2008, ISBN 978-973-46-1008-2
- Sfârșitul, Editura Polirom, 2017